# 1877 في فرنسا
فيما يلي قوائم الأحداث التي وقعت خلال عام 1877 في فرنسا.

## ظهور
- 1 يناير – جزر الهند السوداء كتاب من تأليف جول فيرن.
- 1 يناير – رحلة على مذنب رواية من تأليف جول فيرن.

## كتب
من الكتب التي صدرت هذه السنة في فرنسا:
- 1 يناير – جزر الهند السوداء من تأليف جول فيرن.
- 1 يناير – رحلة على مذنب من تأليف جول فيرن.
- 1 يناير – ميشيل ستروغوف من تأليف جول فيرن.

## مواليد

### يناير
- 29 يناير – جورج كاترو دبلوماسي فرنسي.

### فبراير
- 12 فبراير – لويس رينو
- 19 فبراير – لويس أوبيرت ملحن فرنسي.

### مارس
- 21 مارس – موريس فرمان

### أبريل
- 30 أبريل – ليون فلمينج دراج فرنسي.

### مايو
- 8 مايو – أوسكار بلوخ

### يونيو
- 3 يونيو – راؤول دوفي فنان فرنسي.

### سبتمبر
- 17 سبتمبر – جين ميلين

## وفيات

### مايو
- 5 مايو – جوزيف بيانيمي كافينتو (مواليد 1795) كيميائي فرنسي.

### سبتمبر
- 3 سبتمبر – أدولف تيير (مواليد 1797)
- 23 سبتمبر – أوربان لوفيرييه (مواليد 1811) عالم فلك فرنسي.

### نوفمبر
- 17 نوفمبر – بول بوديت (مواليد 1800) سياسي فرنسي.

### ديسمبر
- 31 ديسمبر – غوستاف كوربيه (مواليد 1819) رسام فرنسي.